# Casas de Lo Matta
Casas de Lo Matta es un centro cultural que ocupa un Monumento Histórico que data de la época colonial, de los años 1800, y que consta, además de la casa, de un jardín con tradicionales árboles. Ubicado en Santiago de Chile y administrado por la Corporación Cultural de Vitacura, se utiliza para acoger exposiciones temporales, principalmente de bellas artes, y para organizar otro tipo de actividades relacionadas con la cultura. 

## Ubicación y acceso
Casas de Lo Matta está ubicado en avenida Kennedy 9350, en la acera norte. Como punto de referencia puede servir, en la acera sur, el centro comercial Alto Las Condes, que se encuentra al frente, al poniente del paso sobre nivel que hay a pocos metros del centro cultural. En transporte público se puede llegar en autobús, ya sea por la misma Av. Kennedy, por ejemplo, en el C11, o por la avenida Las Condes, en el n.º 430; bajarse en la calle Gilberto Fuenzalida (viniendo de Apoquindo, la próxima parada después de Padre Hurtado), cruzar la calle y caminar por Fuenzalida hasta Av. Kennedy; a pocos metros a la derecha está el paso sobre nivel que da a Casas de Lo Matta.

## Historia
El origen de Casas de Lo Matta hay que buscarlo en el siglo XVI: el 30 de agosto de 1546 el Cabildo entregó a Francisco de Riberos una merced de tierra de 200 cuadras ubicada al oriente de la recién fundada ciudad de Santiago, que había pertenecido al cacique Vitacura y que el español la utilizó para sembrar y plantar viñas y frutales. A su muerte, esta merced pasó a poder de su hijo, el general Alonso de Riberos. Su viuda, Mariana Osorio, sin descendencia, repartió parte del predio entre los hermanos de sus marido, quedándose ella con 118 cuadras. A su fallecimiento en 1620, la propiedad fue adquirida por María de Alvarado, viuda del capitán Lorenzo de Riberos Figueroa quien la vendió, en 1623, a Diego Mazuela.
A principios del siglo XVIII, la propiedad pasó a manos del capitán de marina francesa Luis de Caux, castellanizado Coo, y en 1793 la heredó su nieta Mercedes Coo Astorga casada con Antonio Martínez de Matta y Casamiglia. La pareja construyó una nueva vivienda a la manera de las alquerías españolas cuyo modelo se introdujo en Chile en la segunda mitad del citado siglo. Contaba con dos pisos independientes, gruesos muros de adobe, pilares en los corredores del segundo piso, una fuerte escuadría del envigado de pisos, doble hilera interior de pilares en la zona de las bodegas y todas las estructuras y elementos que caracterizan esa arquitectura rural adaptada al clima de la zona central del país.
La chacra, con una superficie de 118 cuadras, perteneció en el siglo siguiente a destacados políticos y a principios del XX fue comprada por Aurelio González. En los años 1920 este se convirtió en alcalde de la recién formada comuna de Las Condes, y la transformó en una propiedad agrícola modelo. A su muerte, su hijo Mario González Díaz de Valdés, junto a su esposa Inés Tonkin de González, se dedicaron a conservar y restaurar las casas de Lo Matta, que fue visitada por personalidades como el príncipe Humberto de Saboya, el escritor Antoine de Saint-Exupéry y el presidente de Francia, Charles de Gaulle.

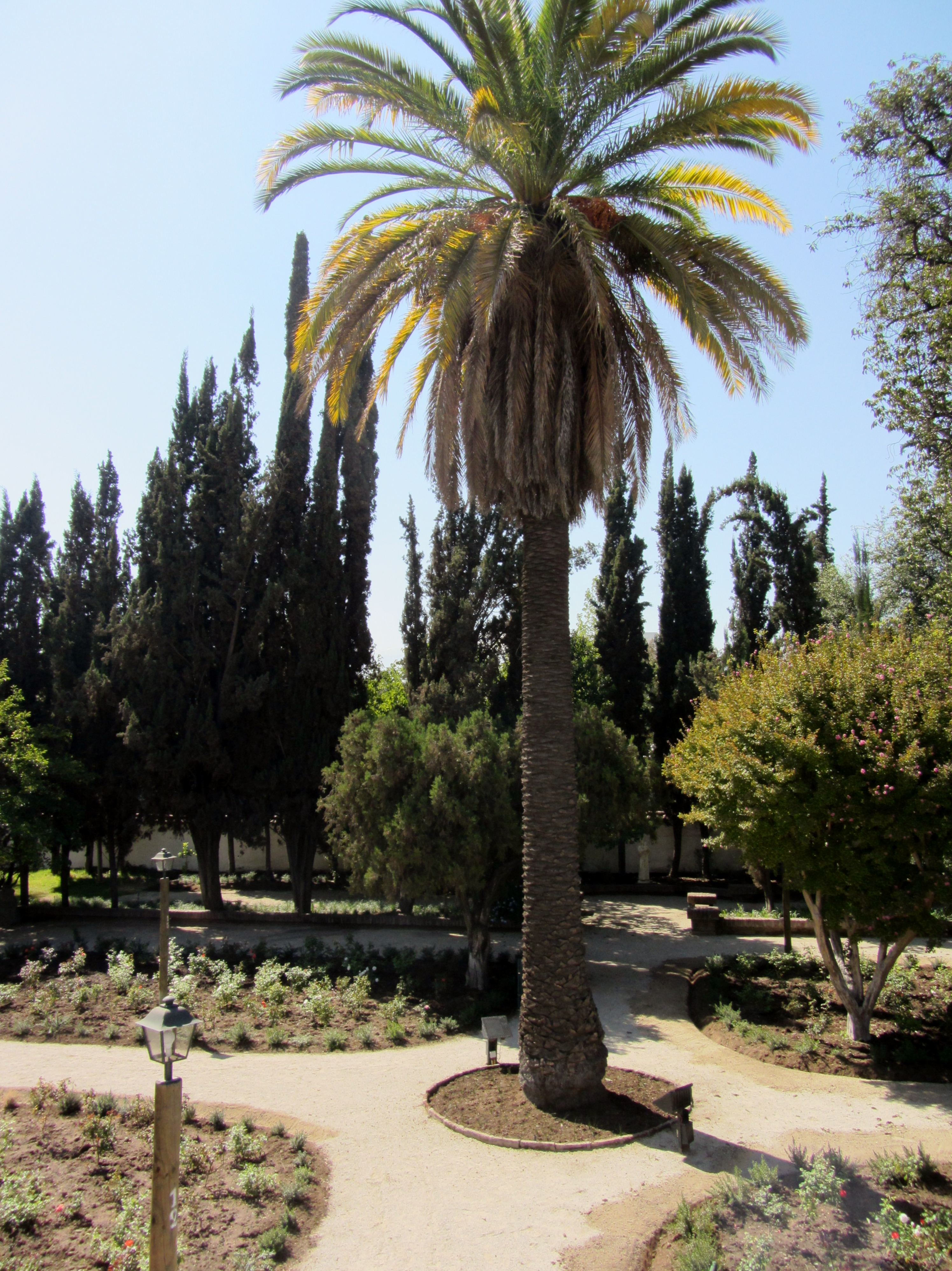
Vista de parte del jardín

La familia González Tonkin parceló gran parte del terreno en los años 1950, que al ser urbanizado formó un nuevo barrio en el sector de Vitacura. En 1967, la Municipalidad de Las Condes adquirió la casa y la hectárea de tierra que la rodeaba, último remanente de la merced concedida en el siglo XVI a Francisco de Riberos, con el objetivo de conservarla y adaptarla para museo y centro cultural.
En 1970 el decorador Mario Matta Echaurren inició una restauración de la propiedad, pero su muerte, acaecida dos años más tarde, dejó inconclusa su labor. Algunos después, el deterioro de las construcciones llevó a la demolición de la mayoría de estas, quedando en pie solamente el sector del siglo XVIII.  
Con el objetivo de evitar su total destrucción y motivar su recuperación, el 4 de mayo de 1984 el Consejo de Monumentos Nacionales declaró a Lo Matta Monumento Histórico.
El mismo año, la Municipalidad encargó al arquitecto Patricio Gross la restauración del edificio, quien recuperó las características propias de esta construcción colonial, eliminando las intervenciones posteriores. La paisajista Marta Viveros fue la encargada de restaurar y recrear el tradicional jardín de Lo Matta, con sus paseos y árboles frutales. 
Casas de Lo Matta fue inaugurada el 15 de septiembre de 1988 y diez años más tarde pasó a depender de la Corporación Cultural de Vitacura, que la convirtió en un espacio cultural que recibió a expositores consagrados y emergentes y montó diversas muestras de valor artístico. El proyecto fue exitoso, llegando a recibir alrededor de 25 mil visitas anuales.
Una nueva restauración comenzó en enero de 2009, que tenía como fines principales eliminar las termitas que habían atacado vigas y pilares, cumplir con la norma de diseño antisísmico de edificios y hacer que pudiera soportar a la gran cantidad de personas que transitan por ella. Las puertas de Casas de Lo Matta reabrieron el 3 de junio de 2010.
Entre las actividades destacadas de 2015 cabe señalar la exposición de pinturas del francés Raimundo Monvoisin, que vivió en Chile entre 1843 y 1857, titulada Las mujeres de Monvoisin y la primera Feria del Libro de Vitacura, con la participación de Antonio Skármeta, Jaime Collyer y otros escritores, conciertos y charlas.

## Galería

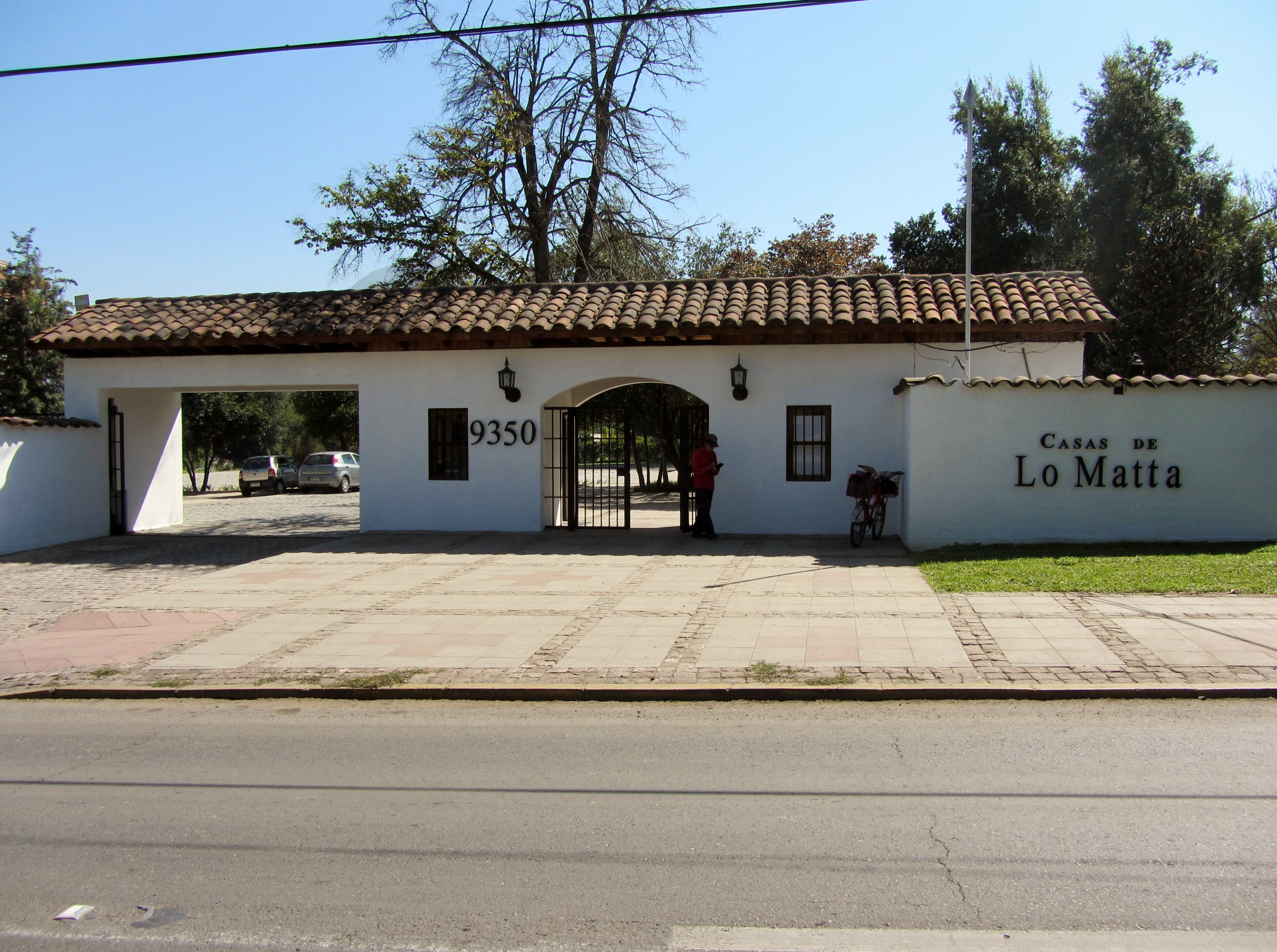
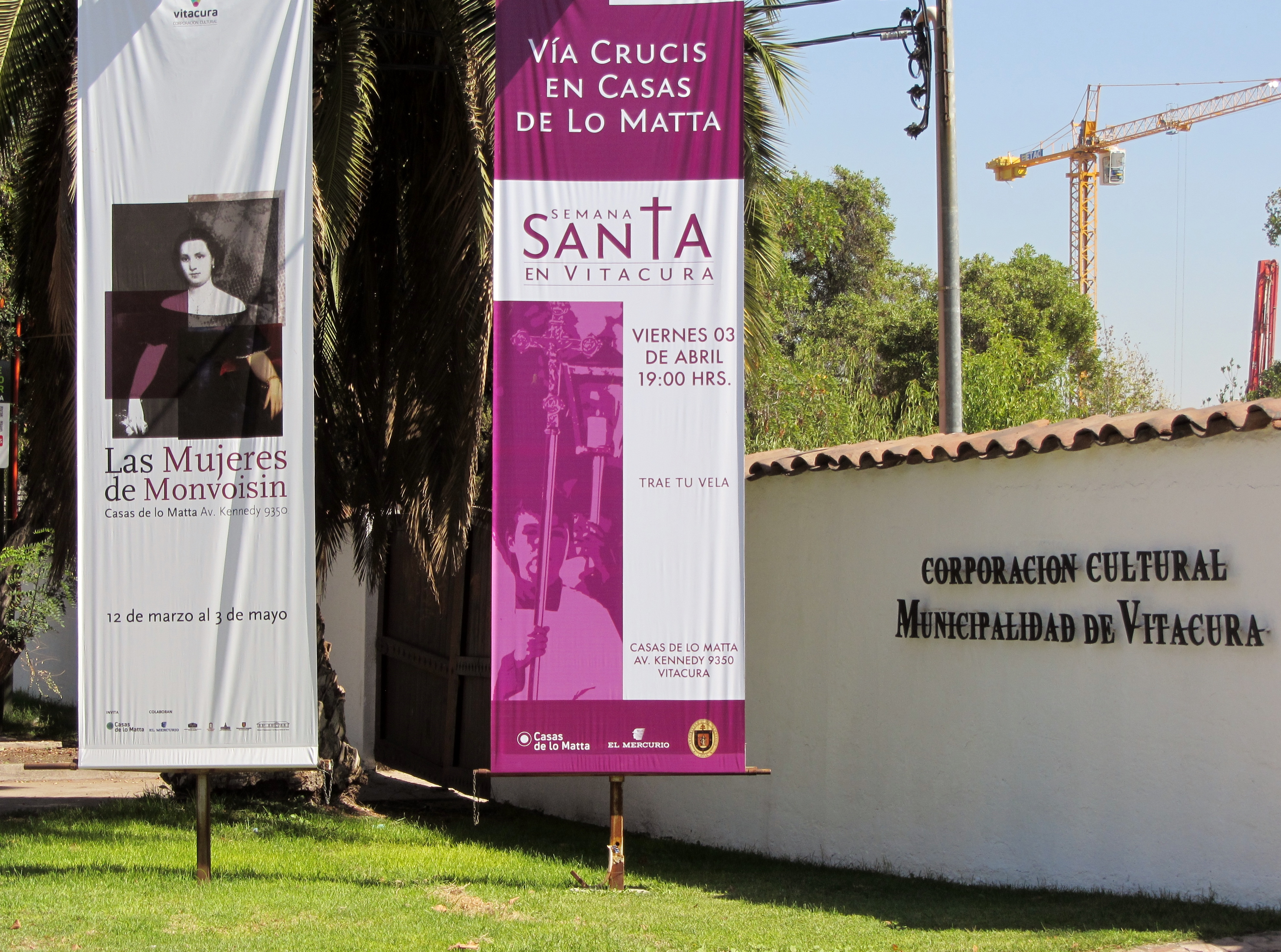
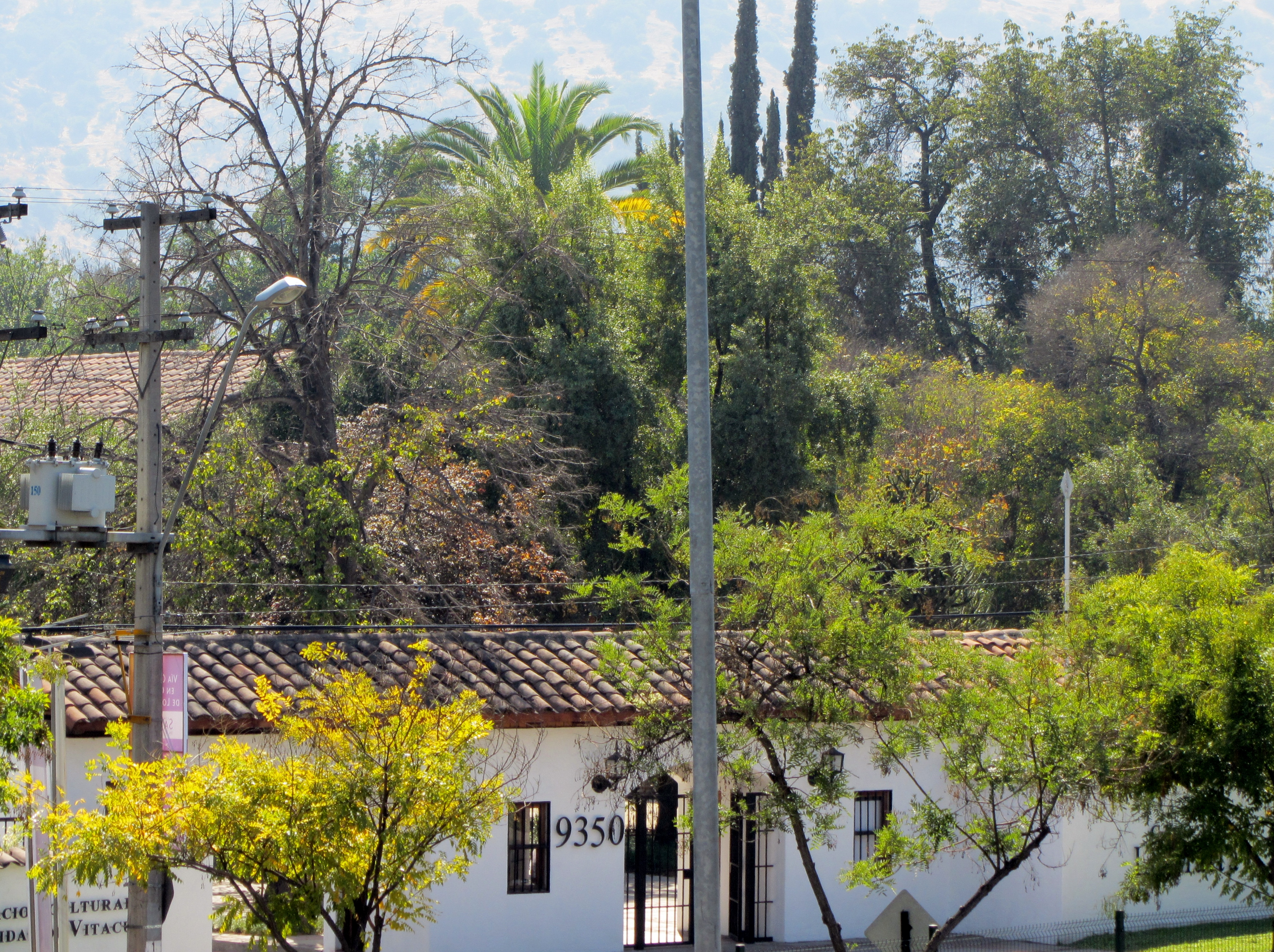
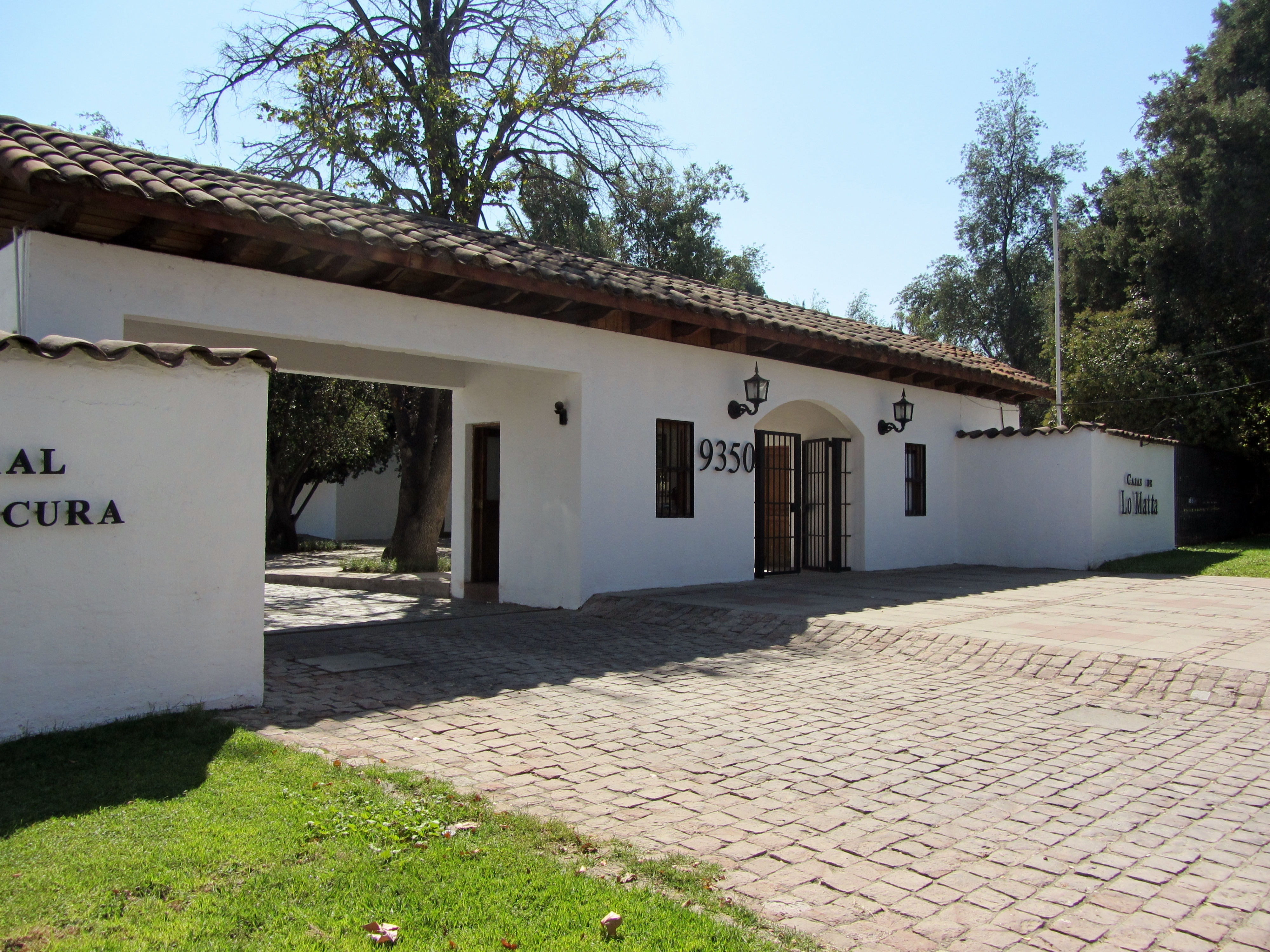
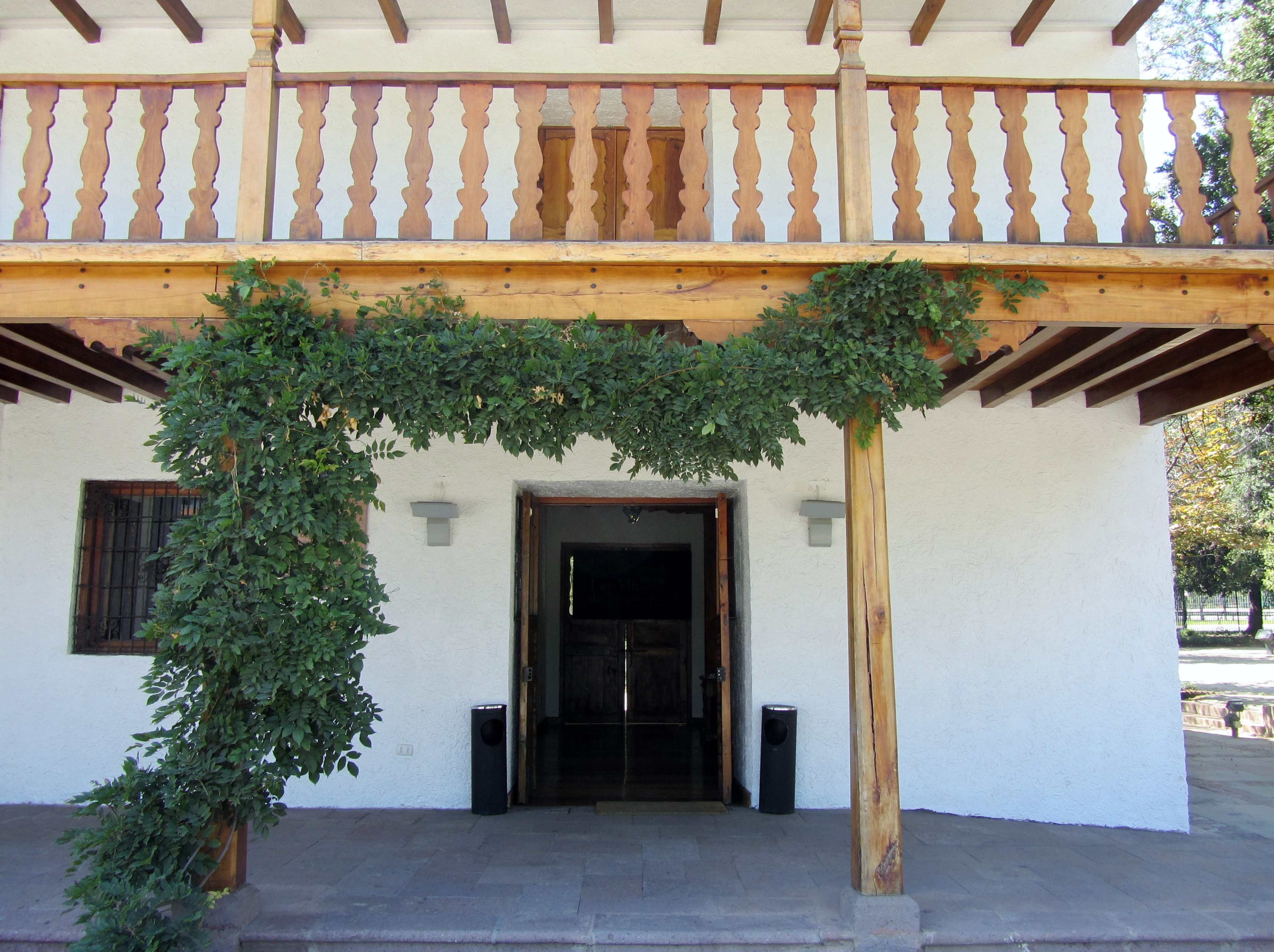
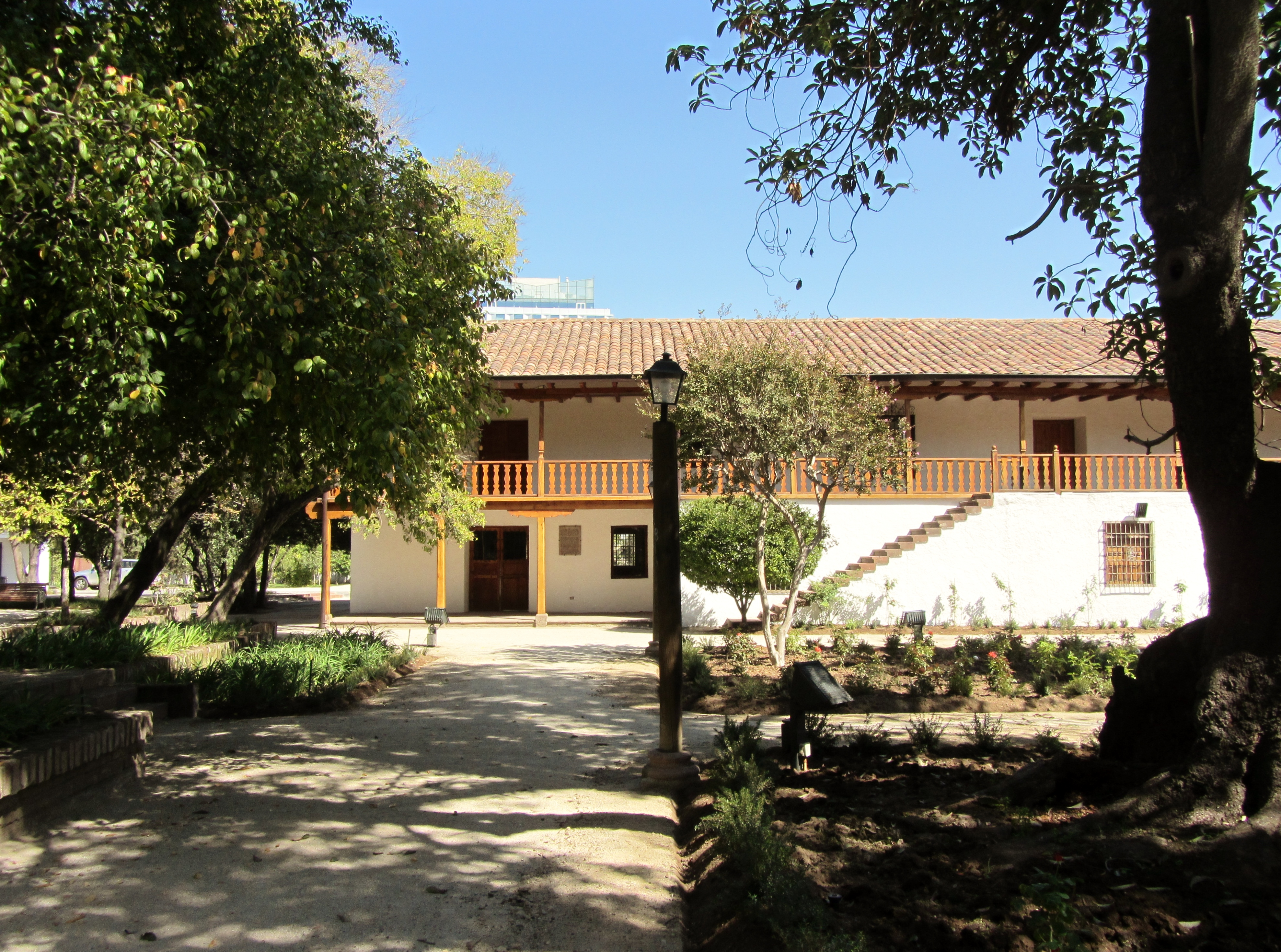
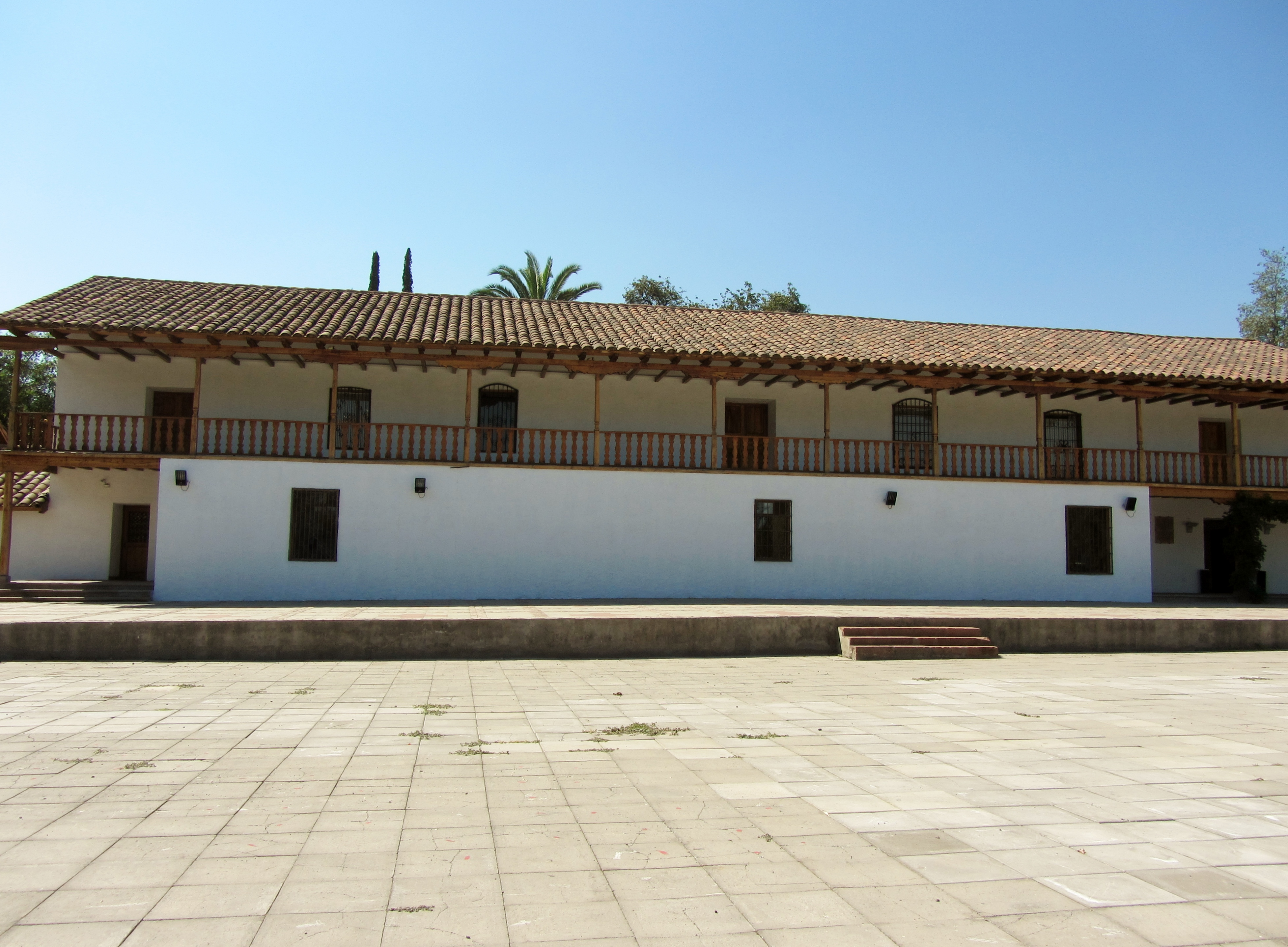
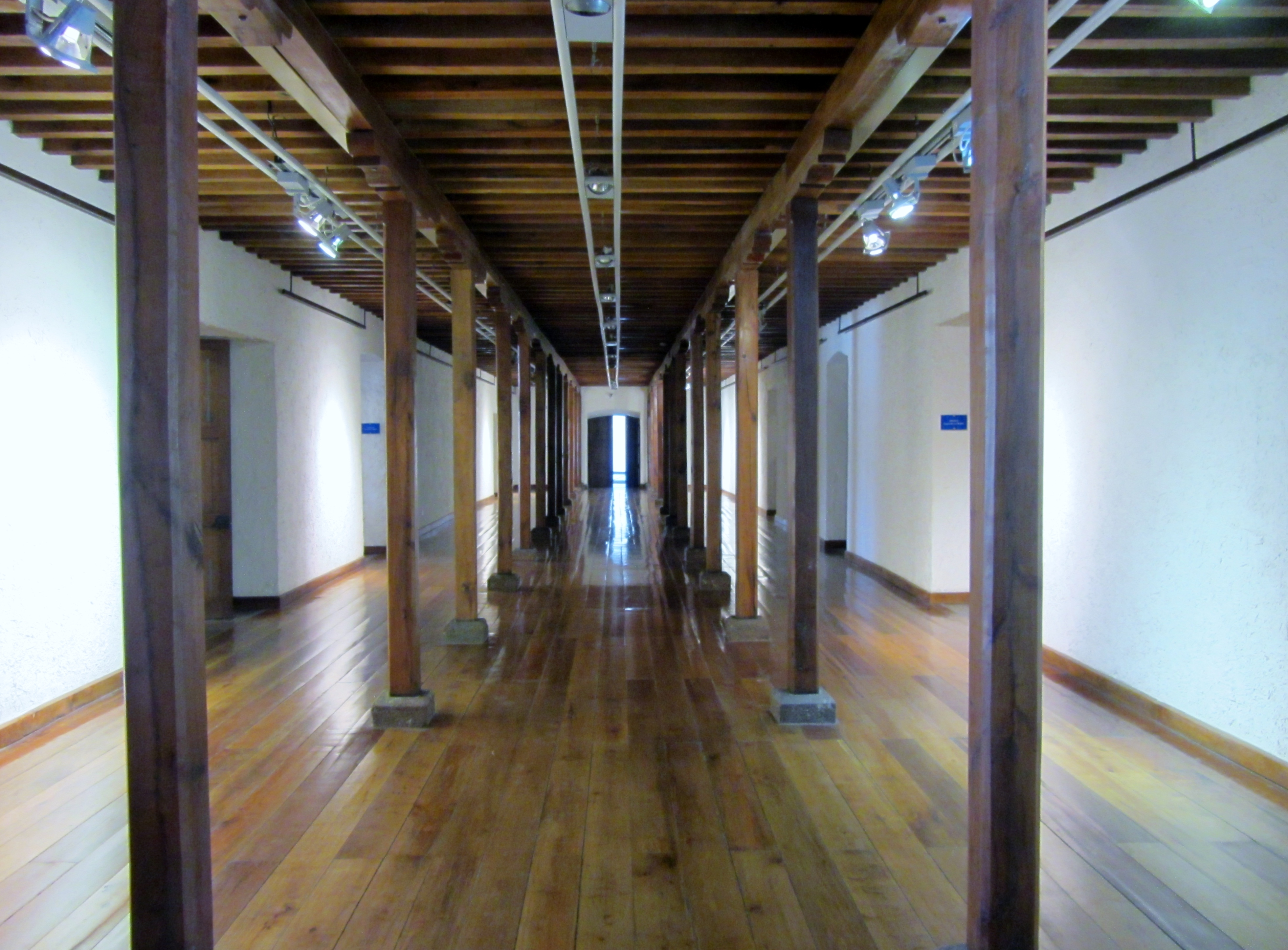

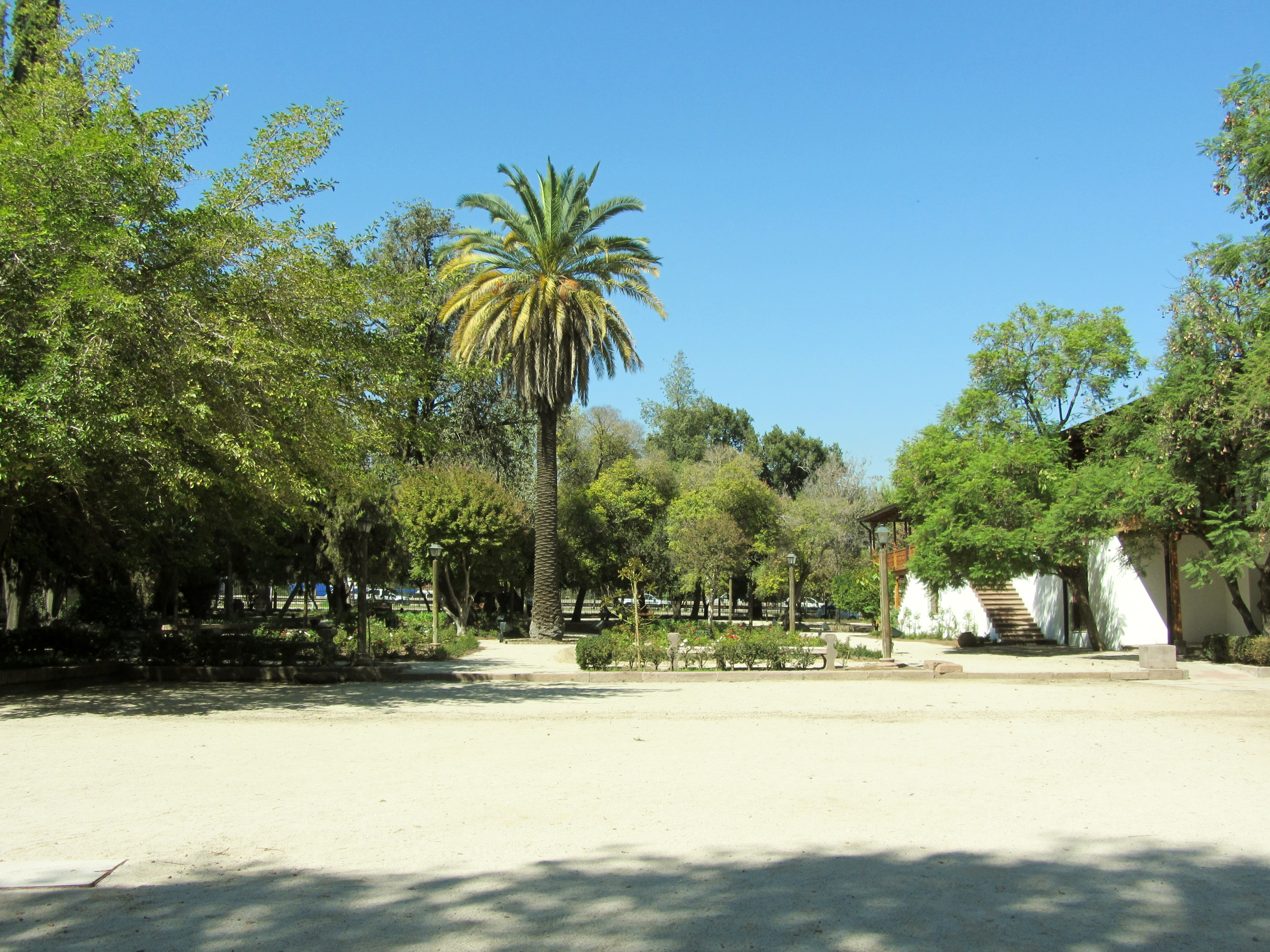
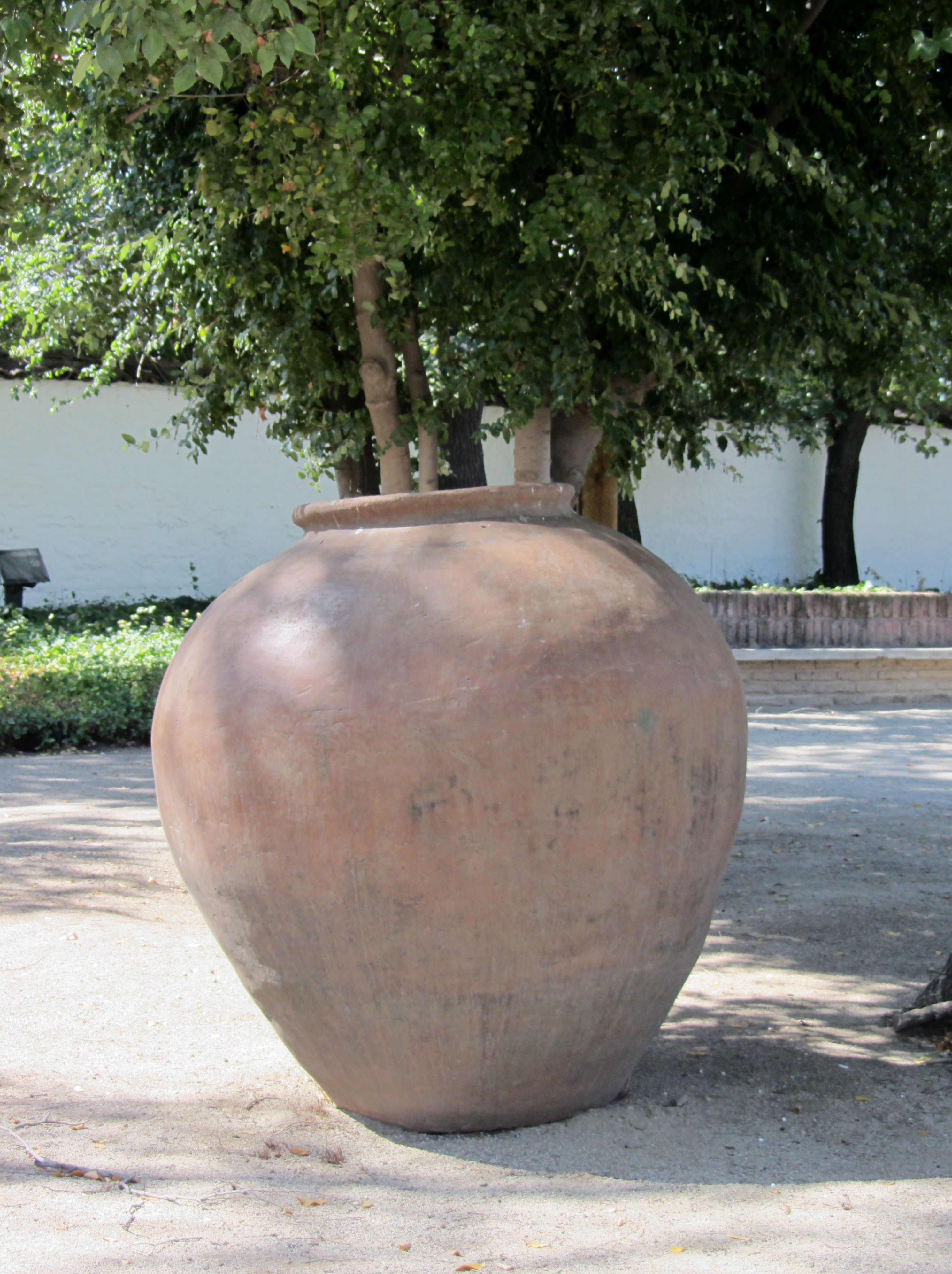
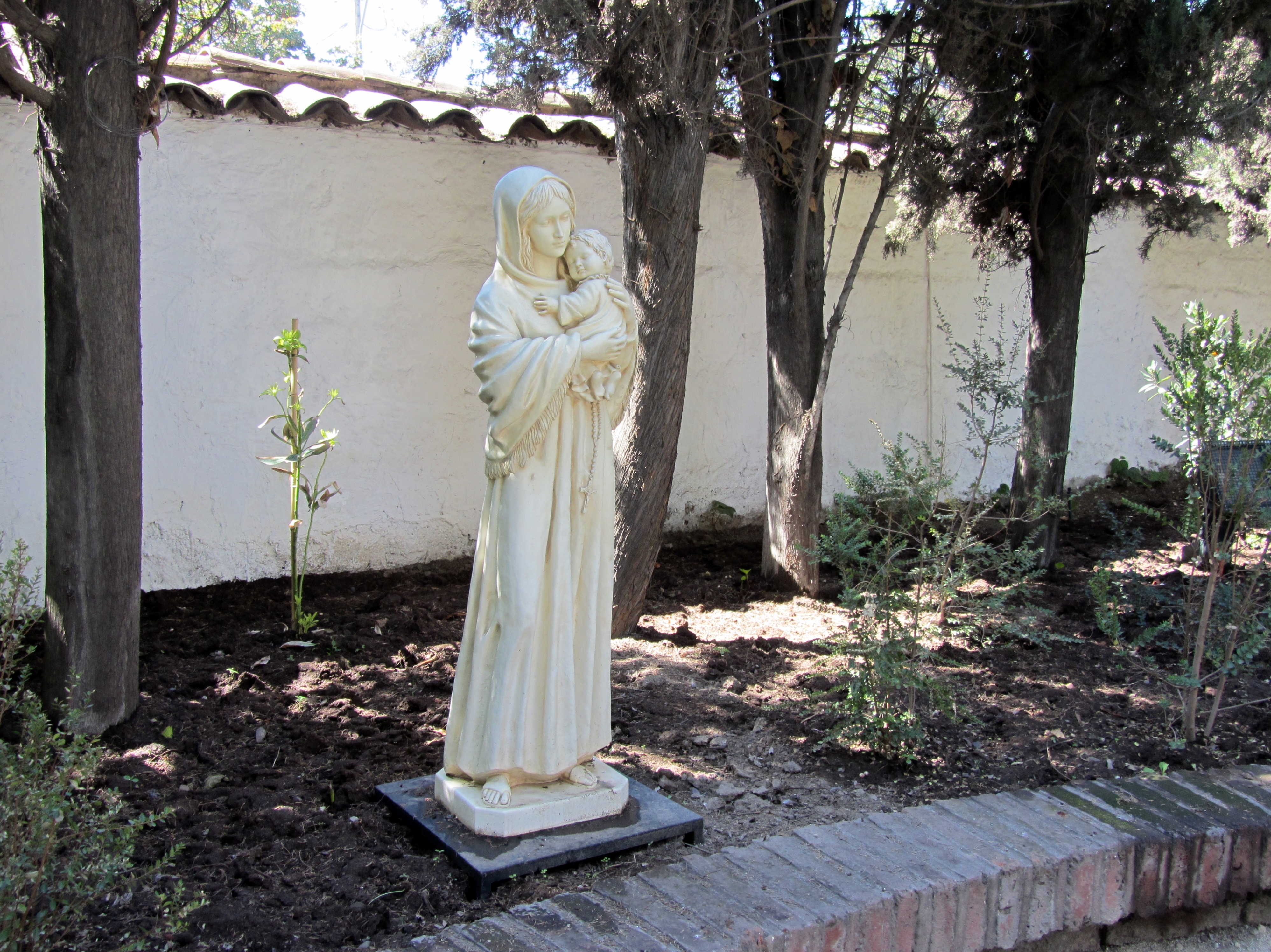
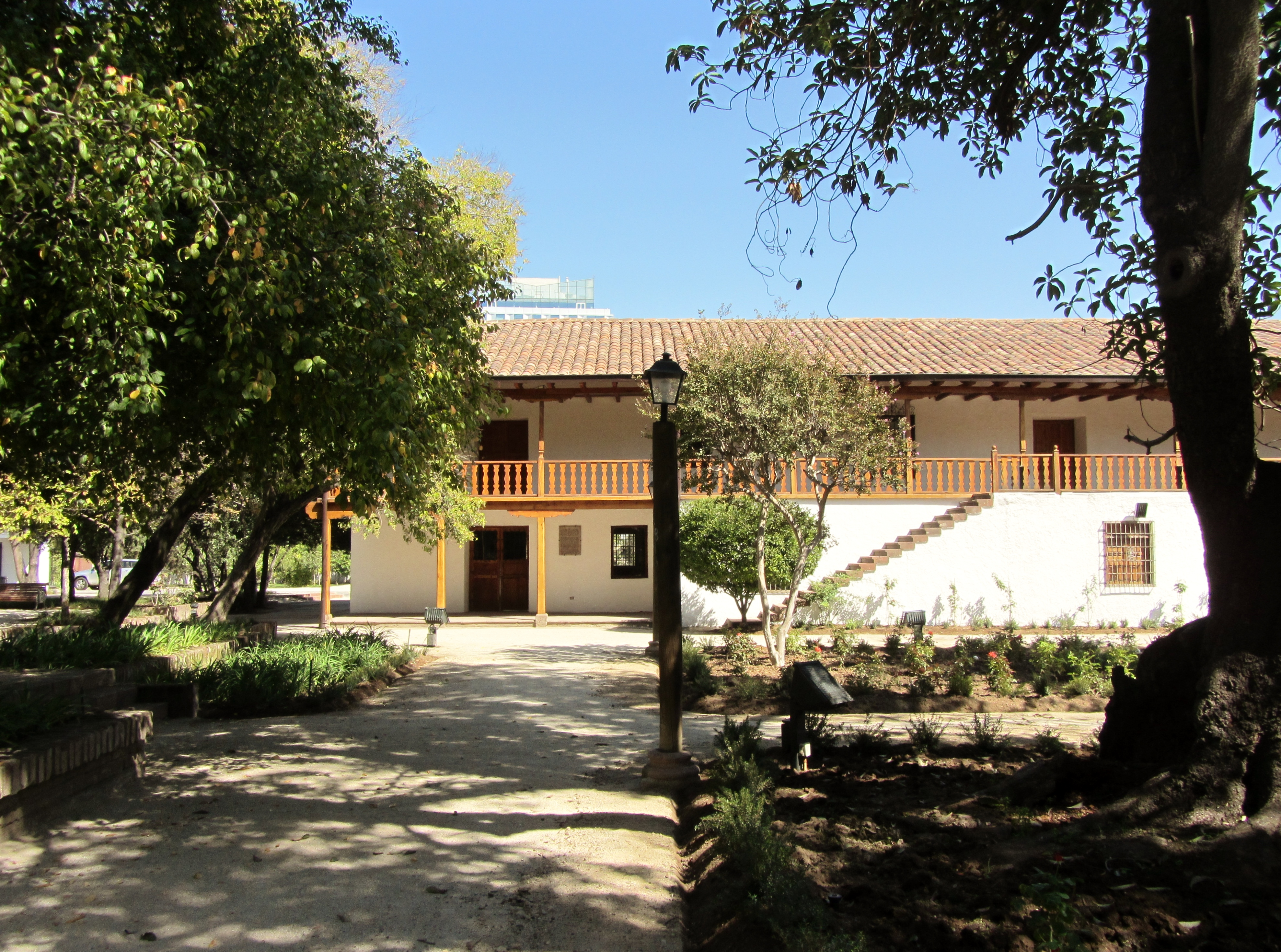
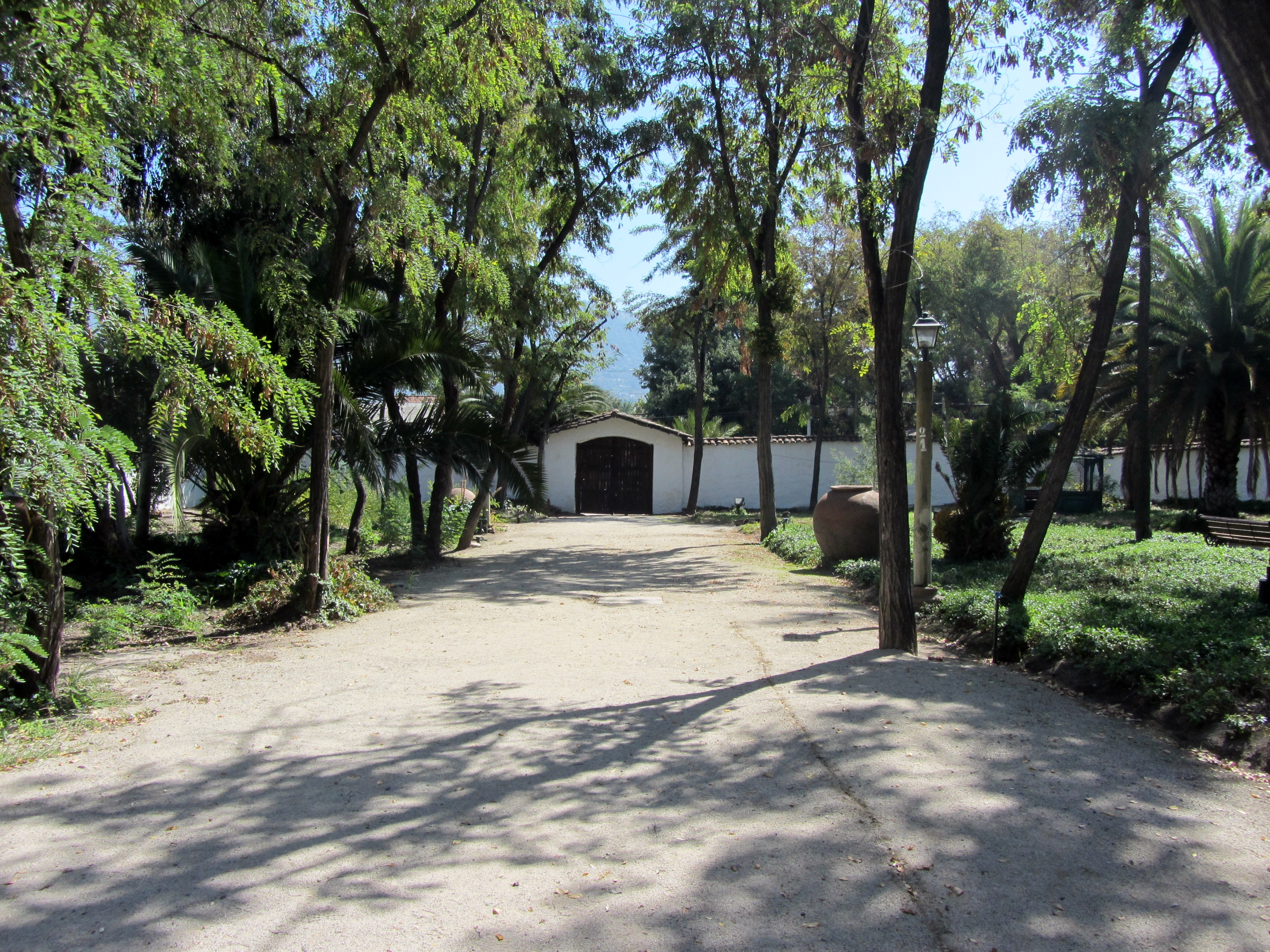
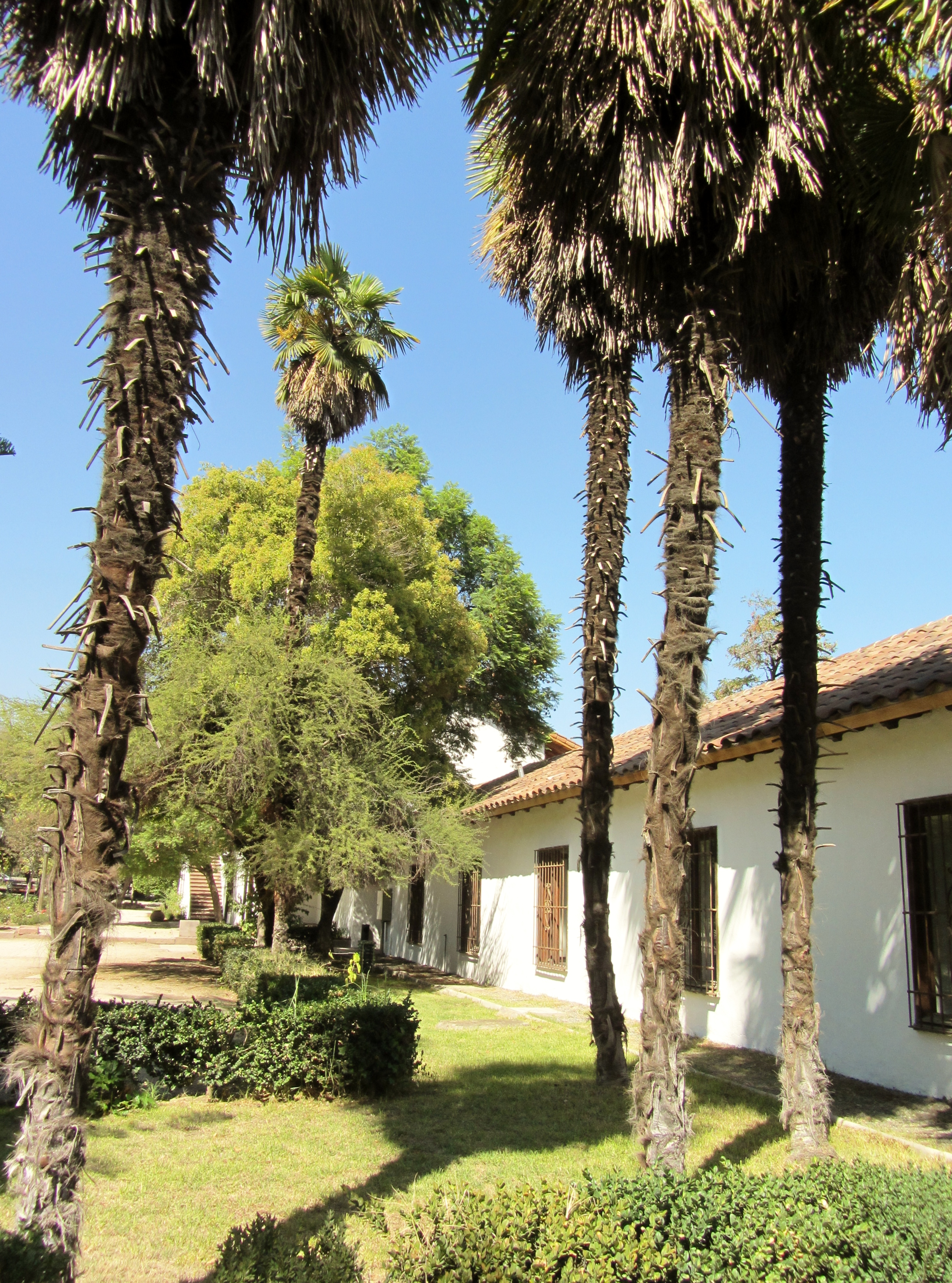

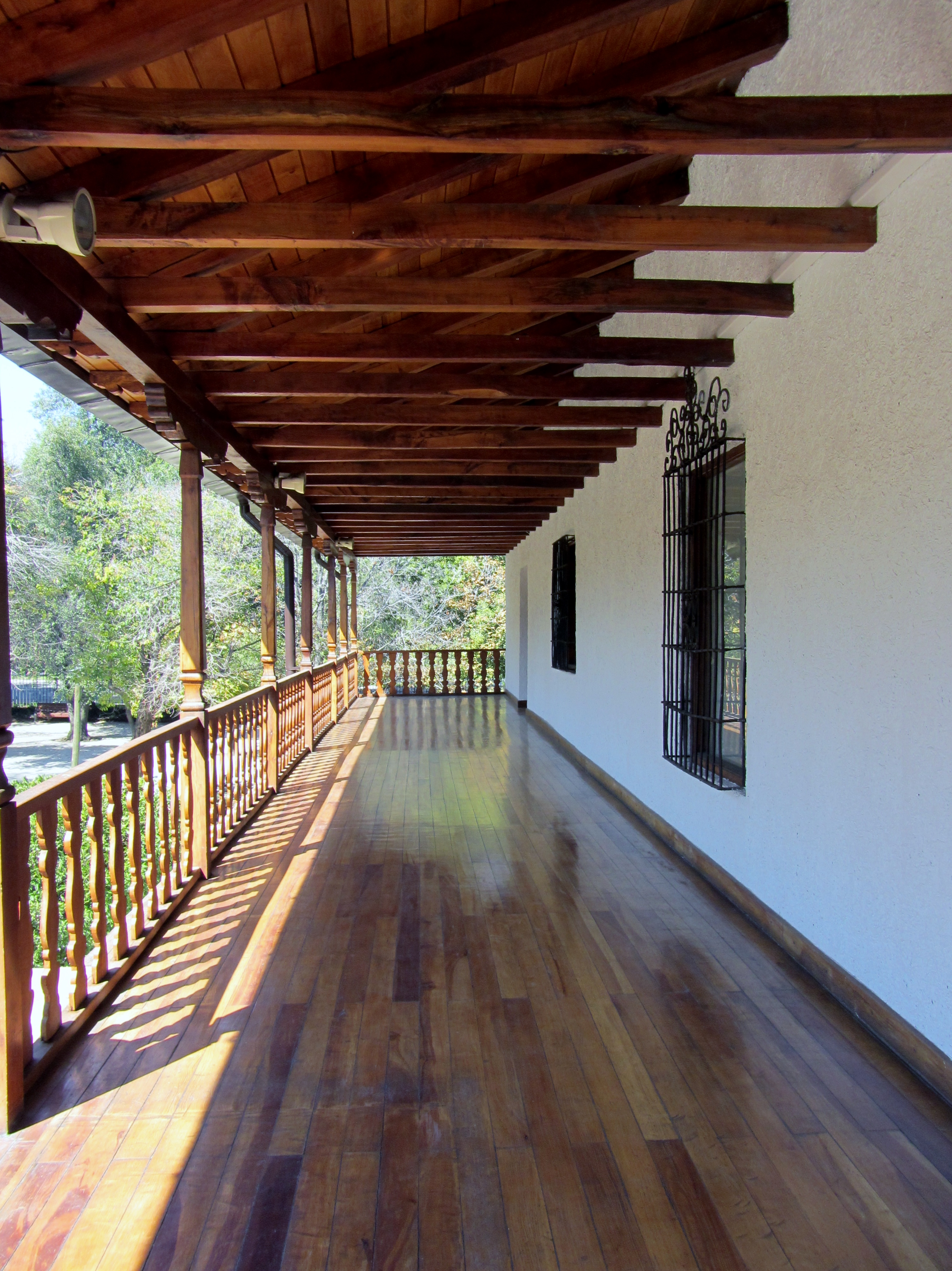
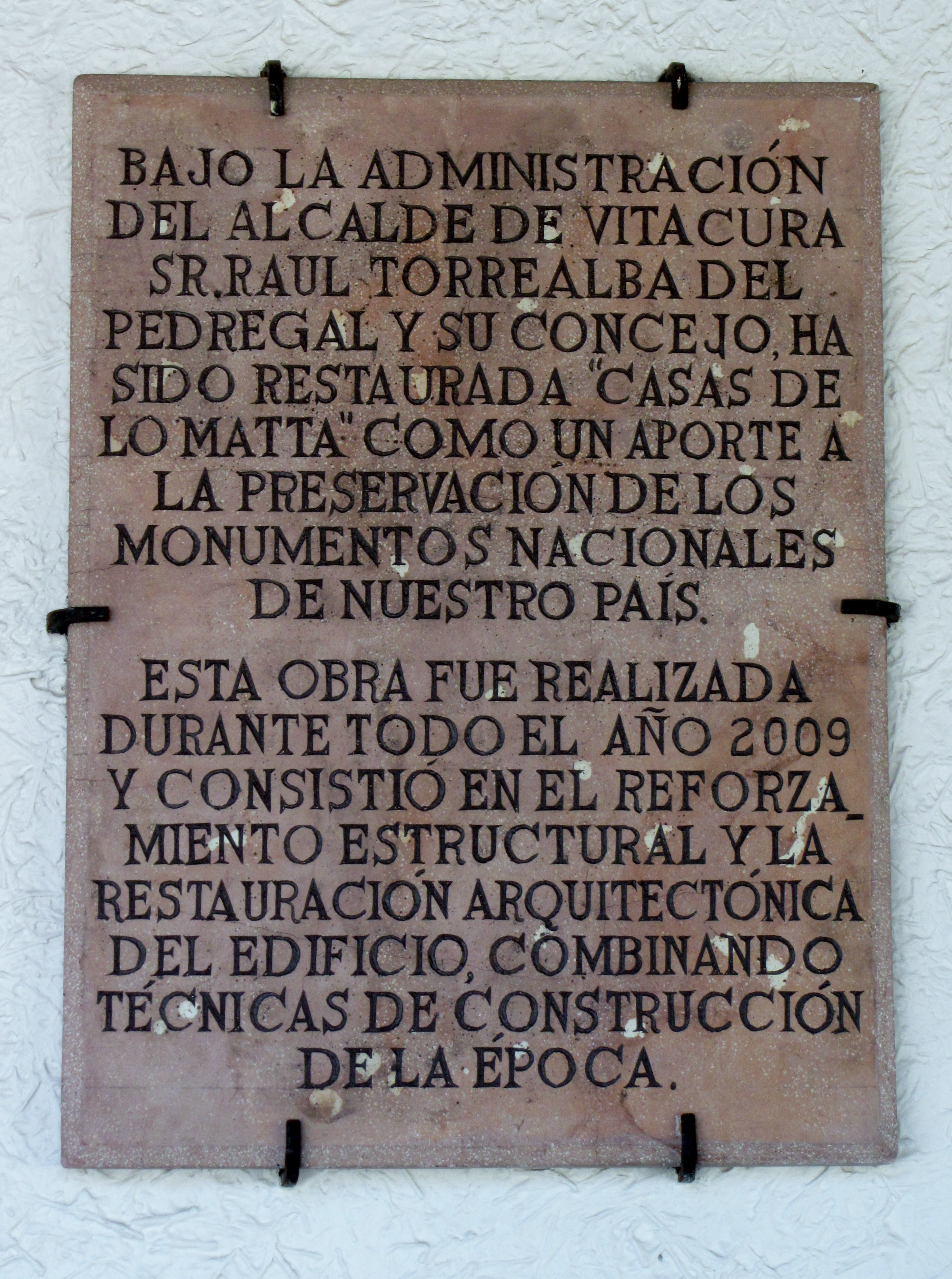
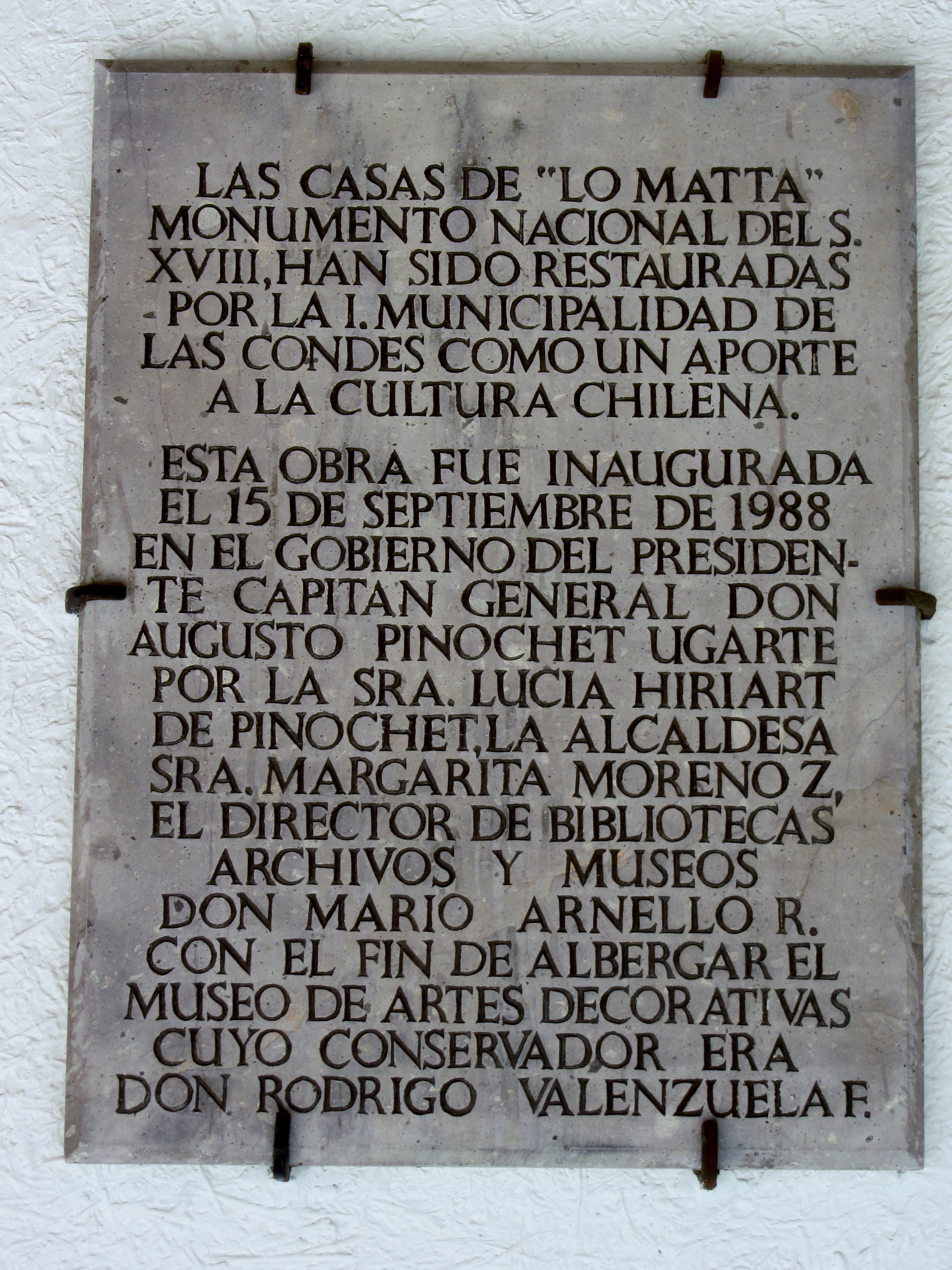
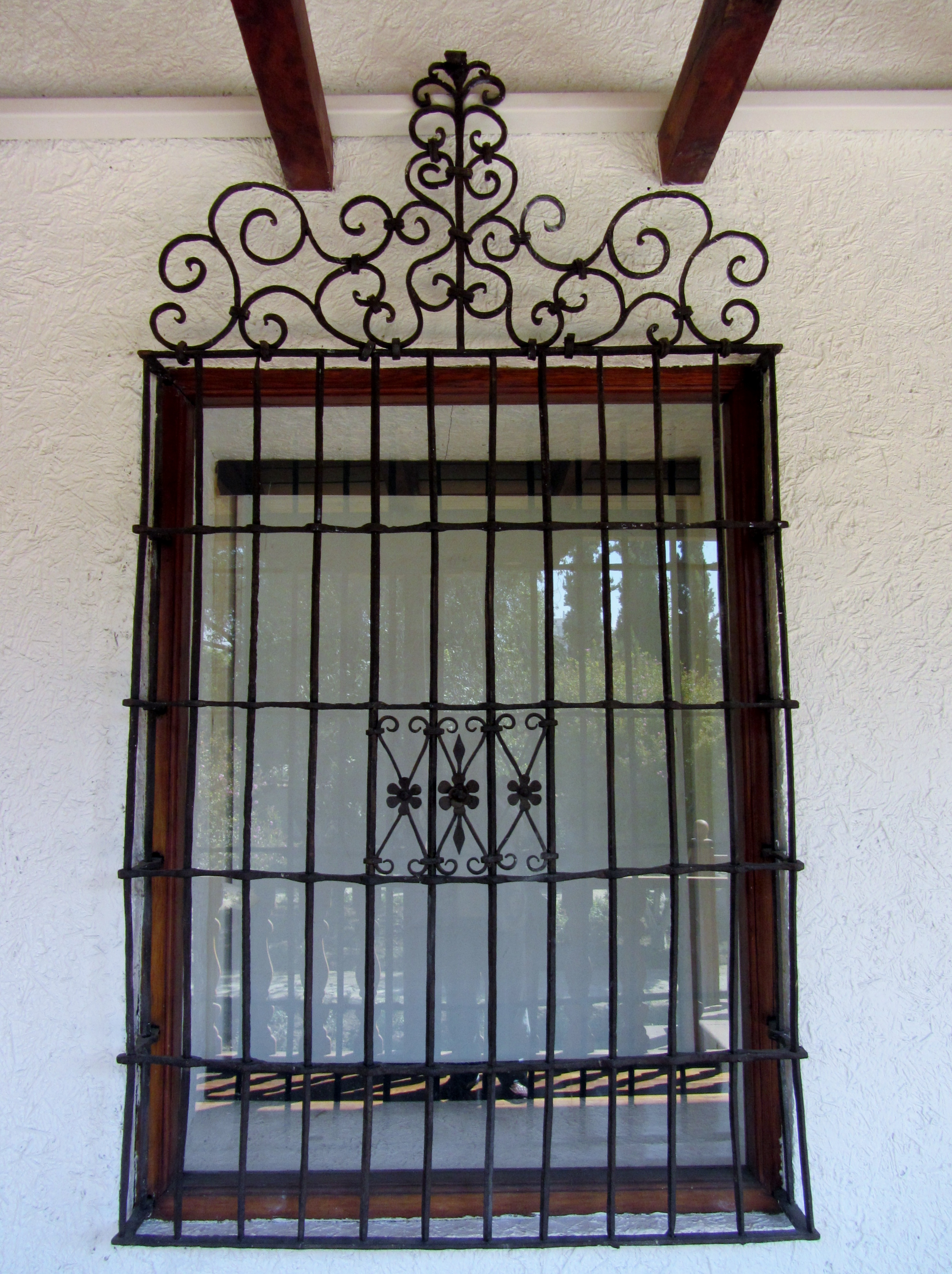
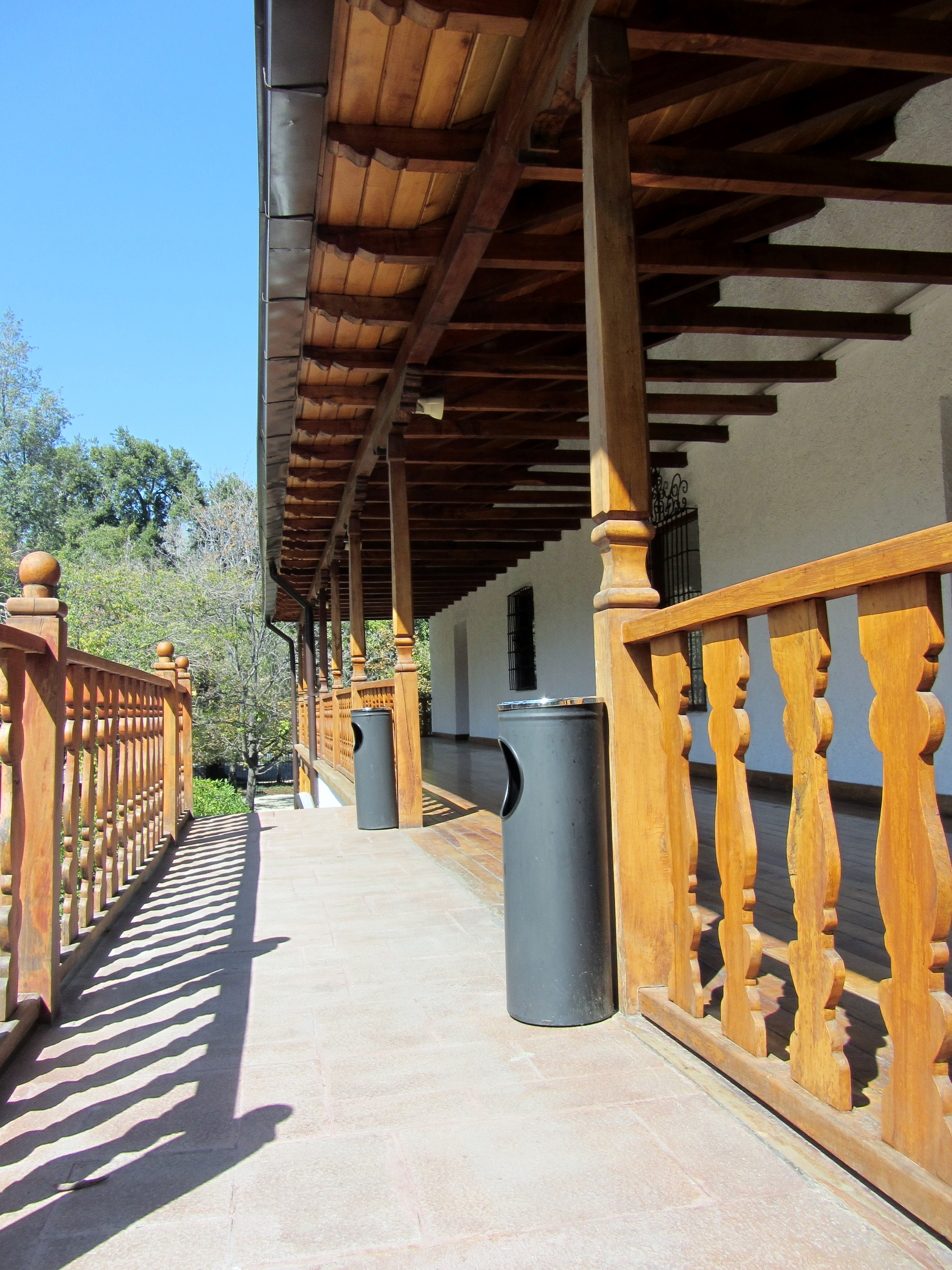

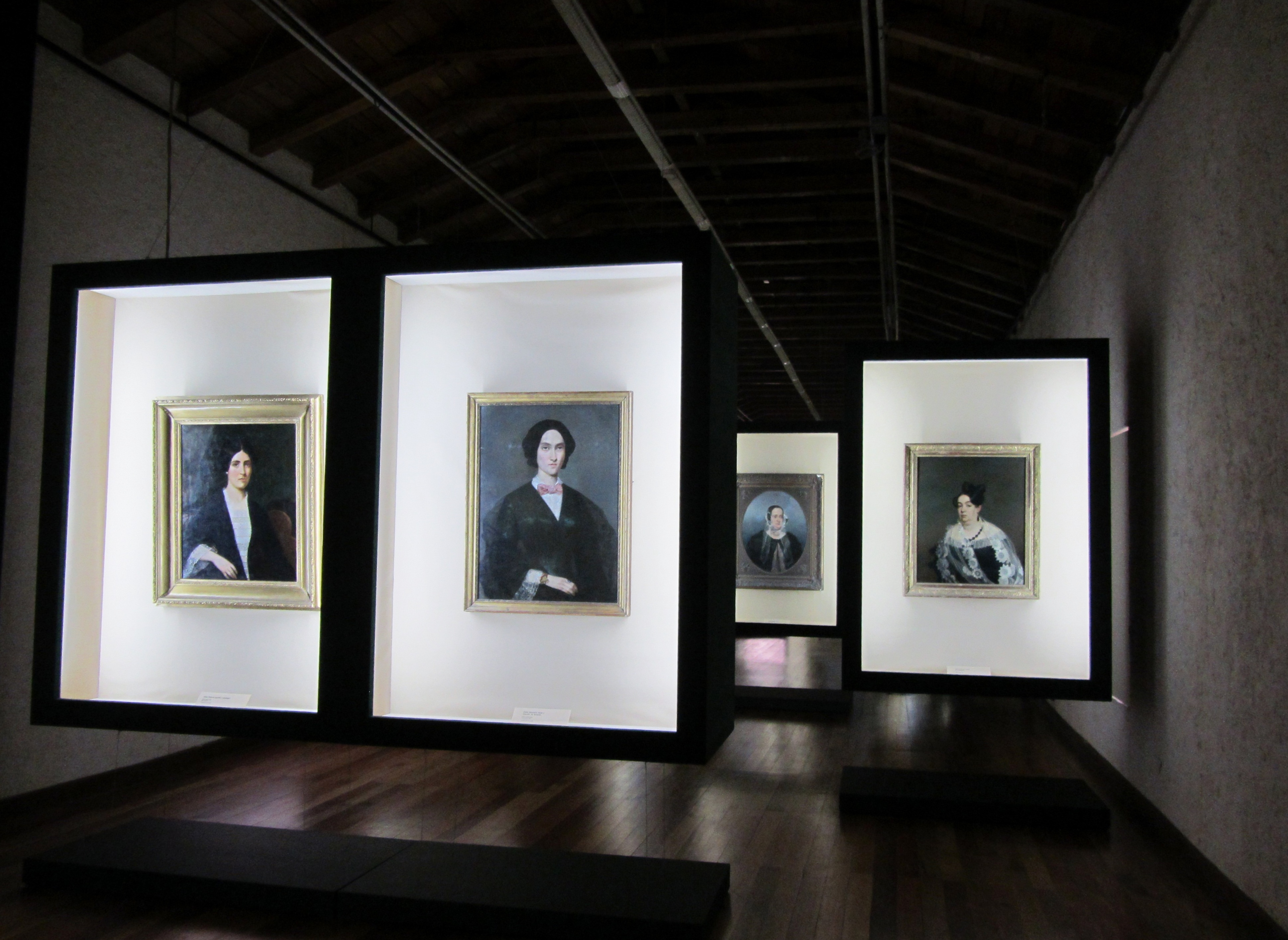
Exposición de Monvoisin
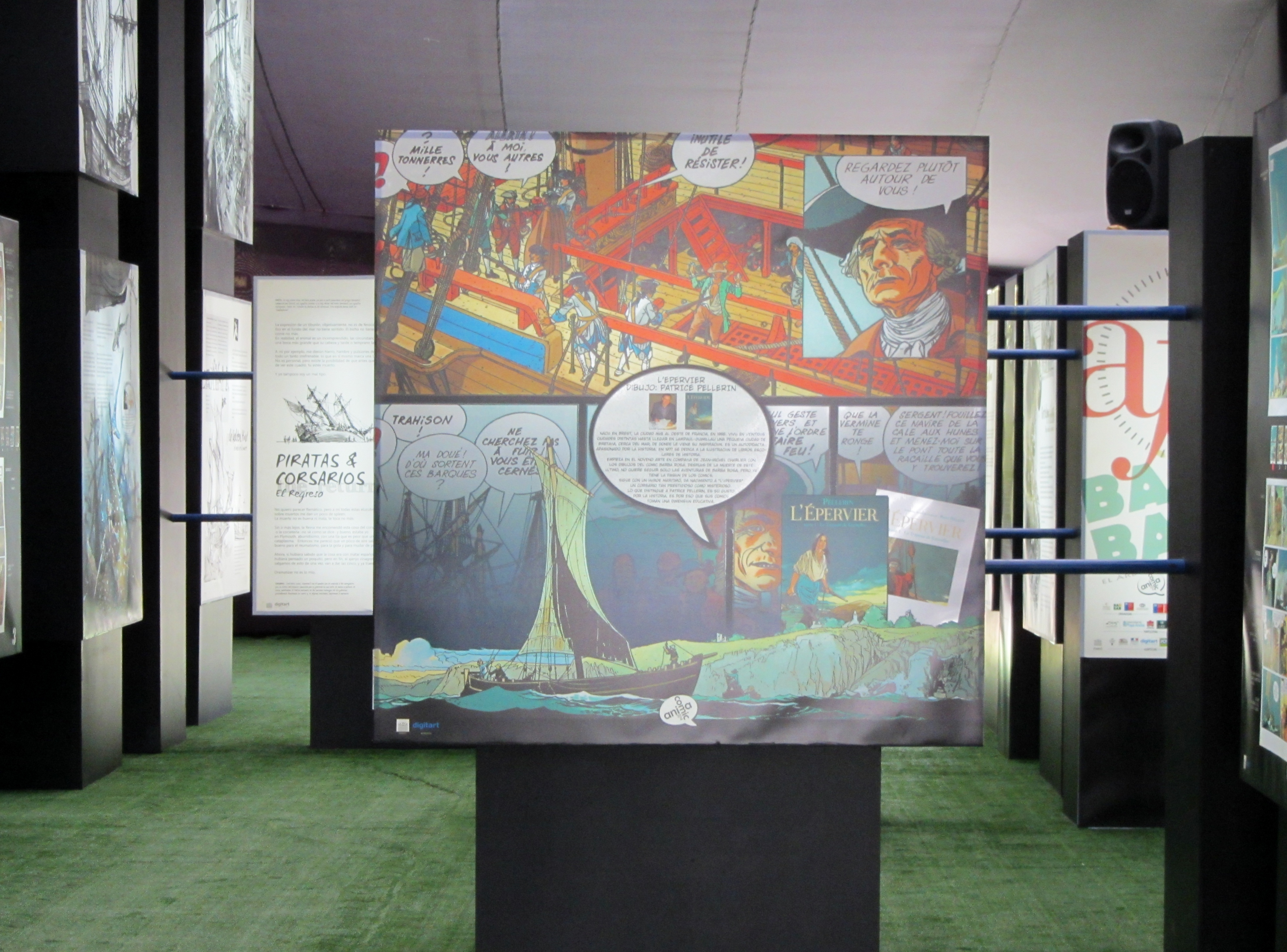
Muestra de comics sobre corsarios
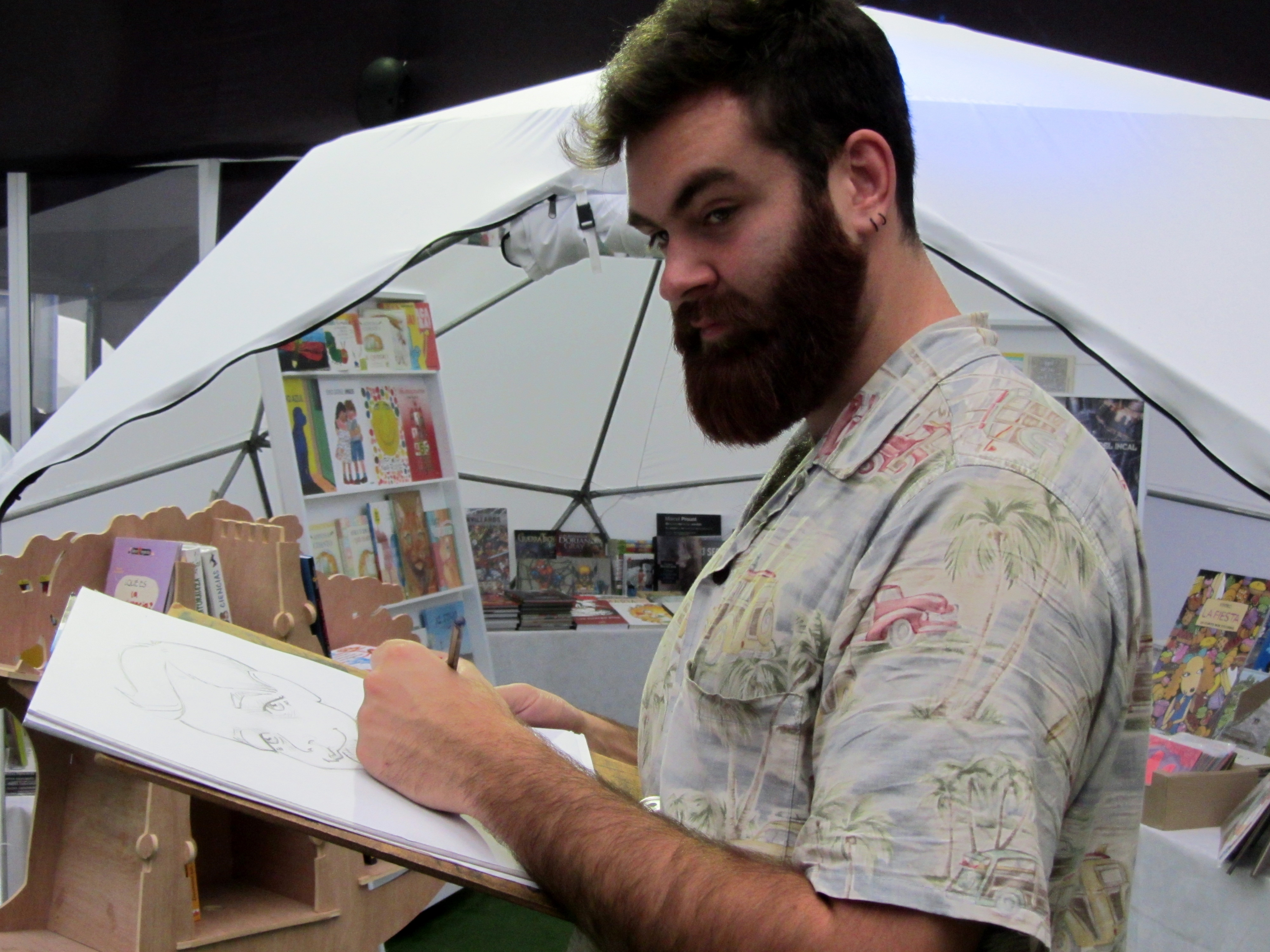
Feria del Libro, caricaturista Rodrigo Andrade